# Sant Joan de Carratalà
Sant Joan de Carratalà és una església del municipi d'Aitona (Segrià). Es troba al sud del recinte del castell de Carratalà, al SE de la vila, camí de Seròs. És una obra protegida com a bé cultural d'interès local.

## Descripció
L'església de Sant Joan de Carratalà es troba al sud del conjunt de tossals que reben aquest nom situats entre la població d'Aitona i la Vall de Grau.
Edifici d'una sola nau, coberta amb volta de canó de perfil apuntat, reforçada per dos arcs torals. La nau és capçada a ponent per un absis semicircular, de la mateixa amplada que la nau a la qual s'obre a través d'un dels arcs torals de la volta que arrenca de dues pilastres semicirculars adossades als murs laterals. Una part de la nau és nova, ja que l'església devia quedar inacabada. L'altre arc toral arrenca de permòdols en culdellàntia. La finalització de la nau podria tenir a veure amb la data de 1955 que apareix a la porta situada a la façana de llevant.
A la façana nord hi ha una finestra de doble esqueixada, de llinda retallada, del mateix tipus que la finestra que s'obre a l'absis. El desplaçament de la finestra respecte a l'eix de l'absis és una solució poc comuna que retrobem a l'església de Sant Salvador de Torrebesses. Al costat sud de la nau s'obre una capella rectangular que podria haver estat afegida posteriorment. Les façanes no tenen ornamentació, llevat del ràfec, format per una motllura bissellada suportada per un fris de permòdols llisos.
Els paraments presenten un aparell de carreus escodats en els quals apareixen diverses marques de picapedrer, fet que ajuda a la datació de l'edifici que pot incloure's en el grup d'esglésies de les terres de ponent construïdes entre la fi del segle xiii i inici del segle xiv, edificis que resten fidels a les formes romàniques en un moment en què són substituïdes per l'arquitectura gòtica.

## Història
Va ser entre l'any 1120 i el 1149 quan es va construir una església romànica de la qual avui es conserva una part en aquesta ermita, probablement sobre els basaments d'una antiga mesquita pertanyent al primer nucli habitat del castell andalusí. S'atribueix la seva edificació als hospitalers, senyors de Carratalà. No obstant, la primera menció documental és dels repobladors cristians de la zona i data del 1168, any en què en l'«Ordinatio ecclesiis Ilerdensis» s'esmenta l'«ecclesiam de Calaterra», integrada en la pabordia de Sant Llorenç de Lleida, signe evidents de l'existència d'una comunitat de nous colons cristians a l'indret. Amb tot, la majoria de la població era de musulmans, fins a la seva expulsió al segle xvii. Les dècimes papals dels anys 1279-80 esmenten el «vicario de Calaterrano». L'any 1361 i amb motiu d'una visita pastoral es menciona l'«altar maior beati Ioanis». Segurament amb l'expulsió dels moriscos l'any 1610, el lloc de Carratalà romangué definitivament despoblat. L'església es convertí llavors en una ermita. La part davantera és un afegit, segurament del segle xix. La façana va caure el 1955 i es va refer de nou.